# Sezonul de Formula 1 din 1972
Sezonul de Formula 1 din 1972 a fost cel de-al 26-lea sezon al curselor auto de Formula 1 FIA. A inclus cea de-a 23-a ediție a Campionatului Mondial al Piloților și a 15-a ediție a Cupei Internaționale pentru Constructorii de F1. Sezonul a fost disputat pe parcursul a douăsprezece curse, începând cu Marele Premiu al Argentinei pe 23 ianuarie și terminându-se cu Marele Premiu al Statelor Unite pe 8 octombrie. În 1972 s-au desfășurat și șase curse care nu au făcut parte din campionat ce erau deschise atât mașinilor de Formula 1, cât și celor de Formula 5000.
Pentru 1972, Team Lotus s-a concentrat din nou pe șasiul de tip 72. Imperial Tobacco și-a continuat sponsorizarea echipei sub noul său brand John Player Special. Mașinile, denumite acum adesea „JPS”, au fost prezentate într-un nou model negru și auriu. Lotus a luat prin surprindere campionatul în 1972 cu pilotul brazilian de 25 de ani, Emerson Fittipaldi, care a devenit cel mai tânăr campion mondial la acel moment. Stewart a terminat pe locul al doilea în campionat.
Acesta a fost primul an în care toate cursele s-au desfășurat pe circuite cu elemente de siguranță și s-au făcut progrese considerabile din 1968, ultimul an în care toate cursele s-au desfășurat pe circuite fără elemente de siguranță. Marele Premiu al Țărilor de Jos a fost anulat în acest sezon din cauza măsurilor de siguranță care nu au fost finalizate pentru cursă. Trebuia să se desfășoare între Marele Premiu al Belgiei și cel al Franței la locația obișnuită, Zandvoort. De asemenea, a fost anulată o a doua cursă americană numită Marele Premiu al Vestului Statelor Unite (United States Grand Prix West), care inițial trebuia să aibă loc în aprilie pe Ontario Motor Speedway de lângă Los Angeles. Marele Premiu al Mexicului a fost programat să fie ultima cursă a sezonului, dar a fost anulat după ce interesul local s-a disipat după moartea lui Pedro Rodríguez.
Echipa British Racing Motors (BRM) a obținut ultima sa victorie când Jean-Pierre Beltoise a câștigat Marele Premiu al Principatului Monaco, afectat de ploaie, la volanul unui BRM P160.

## Piloții și echipele înscrise în campionat
Următorii piloți și constructori au participat în Campionatul Mondial al Piloților din 1972 și în Cupa Internațională a Constructorilor de F1 din 1972.
| Imagine       | Concurent                                                                                        | Constructor | Motor                    | Șasiu                 | Pneu | Piloți               | Piloți           |
| ------------- | ------------------------------------------------------------------------------------------------ | ----------- | ------------------------ | --------------------- | ---- | -------------------- | ---------------- |
| Imagine       | Concurent                                                                                        | Constructor | Motor                    | Șasiu                 | Pneu | Numele pilotului     | Etape            |
| Brabham BT37  | Motor Racing Developments                                                                        | Brabham     | Ford Cosworth DFV 3,0 V8 | BT33 BT34 BT37        | G    | Graham Hill          | Toate            |
| Brabham BT37  | Motor Racing Developments                                                                        | Brabham     | Ford Cosworth DFV 3,0 V8 | BT33 BT34 BT37        | G    | Carlos Reutemann     | 1–2, 5–12        |
| Brabham BT37  | Motor Racing Developments                                                                        | Brabham     | Ford Cosworth DFV 3,0 V8 | BT33 BT34 BT37        | G    | Wilson Fittipaldi    | 3–12             |
| BRM P160C     | Marlboro BRM                                                                                     | BRM         | BRM P142 3,0 V12         | P160B P153 P180 P160C | F    | Howden Ganley        | 1–6, 8–12        |
| BRM P160C     | Marlboro BRM                                                                                     | BRM         | BRM P142 3,0 V12         | P160B P153 P180 P160C | F    | Reine Wisell         | 1, 3–4, 6, 8, 10 |
| BRM P160C     | Marlboro BRM                                                                                     | BRM         | BRM P142 3,0 V12         | P160B P153 P180 P160C | F    | Peter Gethin         | 1–7, 9–12        |
| BRM P160C     | Marlboro BRM                                                                                     | BRM         | BRM P142 3,0 V12         | P160B P153 P180 P160C | F    | Alex Soler-Roig      | 1, 3             |
| BRM P160C     | Marlboro BRM                                                                                     | BRM         | BRM P142 3,0 V12         | P160B P153 P180 P160C | F    | Helmut Marko         | 1–2, 4–6         |
| BRM P160C     | Marlboro BRM                                                                                     | BRM         | BRM P142 3,0 V12         | P160B P153 P180 P160C | F    | Jean-Pierre Beltoise | 2–12             |
| BRM P160C     | Marlboro BRM                                                                                     | BRM         | BRM P142 3,0 V12         | P160B P153 P180 P160C | F    | Vern Schuppan        | 5                |
| BRM P160C     | Marlboro BRM                                                                                     | BRM         | BRM P142 3,0 V12         | P160B P153 P180 P160C | F    | Jackie Oliver        | 7                |
| BRM P160C     | Marlboro BRM                                                                                     | BRM         | BRM P142 3,0 V12         | P160B P153 P180 P160C | F    | Bill Brack           | 11               |
| BRM P160C     | Marlboro BRM                                                                                     | BRM         | BRM P142 3,0 V12         | P160B P153 P180 P160C | F    | Brian Redman         | 12               |
|               | Darnval Connew Racing Team                                                                       | Connew      | Ford Cosworth DFV 3,0 V8 | PC1                   | F    | François Migault     | 7, 9             |
| Eifelland 21  | Team Eifelland Caravans                                                                          | Eifelland   | Ford Cosworth DFV 3,0 V8 | 21                    | G    | Rolf Stommelen       | 2–9              |
| Ferrari 312B2 | Scuderia Ferrari SpA SEFAC                                                                       | Ferrari     | Ferrari 001/1 3,0 F12    | 312B2                 | F    | Jacky Ickx           | Toate            |
| Ferrari 312B2 | Scuderia Ferrari SpA SEFAC                                                                       | Ferrari     | Ferrari 001/1 3,0 F12    | 312B2                 | F    | Clay Regazzoni       | 1–5, 8–12        |
| Ferrari 312B2 | Scuderia Ferrari SpA SEFAC                                                                       | Ferrari     | Ferrari 001/1 3,0 F12    | 312B2                 | F    | Mario Andretti       | 1–3, 10, 12      |
| Ferrari 312B2 | Scuderia Ferrari SpA SEFAC                                                                       | Ferrari     | Ferrari 001/1 3,0 F12    | 312B2                 | F    | Nanni Galli          | 6                |
| Ferrari 312B2 | Scuderia Ferrari SpA SEFAC                                                                       | Ferrari     | Ferrari 001/1 3,0 F12    | 312B2                 | F    | Arturo Merzario      | 7–8              |
| Lotus 72D     | John Player Team Lotus World Wide Racing                                                         | Lotus       | Ford Cosworth DFV 3,0 V8 | 72D                   | F    | Emerson Fittipaldi   | Toate            |
| Lotus 72D     | John Player Team Lotus World Wide Racing                                                         | Lotus       | Ford Cosworth DFV 3,0 V8 | 72D                   | F    | David Walker         | 1–9, 12          |
| Lotus 72D     | John Player Team Lotus World Wide Racing                                                         | Lotus       | Ford Cosworth DFV 3,0 V8 | 72D                   | F    | Reine Wisell         | 11–12            |
| March 721G    | STP March Racing Team                                                                            | March       | Ford Cosworth DFV 3,0 V8 | 721 721X 721G         | G    | Ronnie Peterson      | Toate            |
| March 721G    | STP March Racing Team                                                                            | March       | Ford Cosworth DFV 3,0 V8 | 721 721X 721G         | G    | Niki Lauda           | Toate            |
| Matra MS120D  | Equipe Matra Sports                                                                              | Matra       | Matra MS72 3,0 V12       | MS120C MS120D         | G    | Chris Amon           | Toate            |
| McLaren M19C  | Yardley Team McLaren                                                                             | McLaren     | Ford Cosworth DFV 3,0 V8 | M19A M19C             | G    | Denny Hulme          | Toate            |
| McLaren M19C  | Yardley Team McLaren                                                                             | McLaren     | Ford Cosworth DFV 3,0 V8 | M19A M19C             | G    | Peter Revson         | 1–3, 5, 7, 9–12  |
| McLaren M19C  | Yardley Team McLaren                                                                             | McLaren     | Ford Cosworth DFV 3,0 V8 | M19A M19C             | G    | Brian Redman         | 4, 6, 8          |
| McLaren M19C  | Yardley Team McLaren                                                                             | McLaren     | Ford Cosworth DFV 3,0 V8 | M19A M19C             | G    | Jody Scheckter       | 12               |
|               | Team Williams Motul                                                                              | Politoys    | Ford Cosworth DFV 3.0 V8 | FX3                   | G    | Henri Pescarolo      | 7                |
| Surtees TS9B  | Team Surtees Brooke Bond Oxo Team Surtees Ceramica Pagnossin Team Surtees Flame Out Team Surtees | Surtees     | Ford Cosworth DFV 3,0 V8 | TS9B TS14             | F    | Tim Schenken         | Toate            |
| Surtees TS9B  | Team Surtees Brooke Bond Oxo Team Surtees Ceramica Pagnossin Team Surtees Flame Out Team Surtees | Surtees     | Ford Cosworth DFV 3,0 V8 | TS9B TS14             | F    | Andrea de Adamich    | Toate            |
| Surtees TS9B  | Team Surtees Brooke Bond Oxo Team Surtees Ceramica Pagnossin Team Surtees Flame Out Team Surtees | Surtees     | Ford Cosworth DFV 3,0 V8 | TS9B TS14             | F    | Mike Hailwood        | 2–10, 12         |
| Surtees TS9B  | Team Surtees Brooke Bond Oxo Team Surtees Ceramica Pagnossin Team Surtees Flame Out Team Surtees | Surtees     | Ford Cosworth DFV 3,0 V8 | TS9B TS14             | F    | John Surtees         | 10, 12           |
| Tecno PA123/3 | Martini Racing                                                                                   | Tecno       | Tecno Series-P 3,0 F12   | PA123/3               | F    | Nanni Galli          | 5, 7, 9–10       |
| Tecno PA123/3 | Martini Racing                                                                                   | Tecno       | Tecno Series-P 3,0 F12   | PA123/3               | F    | Derek Bell           | 6, 8, 10–12      |
| Tyrrell 003   | Elf Team Tyrrell                                                                                 | Tyrrell     | Ford Cosworth DFV 3,0 V8 | 003 002 004 005 006   | G    | Jackie Stewart       | 1–4, 6–12        |
| Tyrrell 003   | Elf Team Tyrrell                                                                                 | Tyrrell     | Ford Cosworth DFV 3,0 V8 | 003 002 004 005 006   | G    | François Cevert      | Toate            |
| Tyrrell 003   | Elf Team Tyrrell                                                                                 | Tyrrell     | Ford Cosworth DFV 3,0 V8 | 003 002 004 005 006   | G    | Patrick Depailler    | 6, 12            |

Echipele private care nu și-au construit propriul șasiu și au folosit șasiurile constructorilor existenți sunt arătate mai jos. Toate au folosit motorul Ford Cosworth DFV 3,0 V8.
| Concurent                      | Constructor afiliat | Șasiu   | Pneu | Piloți           | Piloți    |
| ------------------------------ | ------------------- | ------- | ---- | ---------------- | --------- |
| Concurent                      | Constructor afiliat | Șasiu   | Pneu | Numele pilotului | Etape     |
| Team Gunston                   | Brabham             | BT33    | F    | William Ferguson | 2         |
| Team Gunston                   | Surtees             | TS9     | F    | John Love        | 2         |
| Champcarr Inc.                 | Surtees             | TS9B    | F    | Sam Posey        | 12        |
| Scribante Lucky Strike Racing  | Lotus               | 72D     | F    | Dave Charlton    | 2, 6–8    |
| Team Williams Motul            | March               | 711 721 | G    | Henri Pescarolo  | 1-6, 8-12 |
| Team Williams Motul            | March               | 711 721 | G    | Carlos Pace      | 2–12      |
| Clarke-Mordaunt-Guthrie Racing | March               | 721G    | F    | Mike Beuttler    | 3–12      |
| Gene Mason Racing              | March               | 711     | F    | Skip Barber      | 11–12     |

## Calendar
Următoarele douăsprezece Mari Premii au avut loc în 1972.
| 1.                                      | 2.                                       | 3.                                       | 4.                                           |
| --------------------------------------- | ---------------------------------------- | ---------------------------------------- | -------------------------------------------- |
| Marele Premiu al Argentinei 23 ianuarie | Marele Premiu al Africii de Sud 4 martie | Marele Premiu al Spaniei 1 mai           | Marele Premiu al Principatului Monaco 14 mai |
| Oscar Alfredo Gálvez (P)                | Kyalami (P)                              | Jarama (P)                               | Monaco (S)                                   |
| 5.                                      | 6.                                       | 7.                                       | 8.                                           |
| Marele Premiu al Belgiei 4 iunie        | Marele Premiu al Franței 2 iulie         | Marele Premiu al Marii Britanii 15 iulie | Marele Premiu al Germaniei 30 iulie          |
| Nivelles-Baulers (P)                    | Charade (S)                              | Brands Hatch (P)                         | Nürburgring (P)                              |
| 9.                                      | 10.                                      | 11.                                      | 12.                                          |
| Marele Premiu al Austriei 14 iulie      | Marele Premiu al Italiei 29 iulie        | Marele Premiu al Canadei 5 august        | Marele Premiu al Statelor Unite 19 august    |
| Österreichring (P)                      | Monza (P)                                | Mosport Park (P)                         | Watkins Glen (P)                             |
| (P) - pistă; (S) - stradă.              |                                          |                                          |                                              |

## Rezultate și clasamente

### Marile Premii
| Etapa | Mare Premiu                | Pole position      | Cel mai rapid tur    | Pilotul câștigător   | Constructorul câștigător | Lider   | Lider |
| Etapa | Mare Premiu                | Pole position      | Cel mai rapid tur    | Pilotul câștigător   | Constructorul câștigător | Pilot   | Dif.  |
| ----- | -------------------------- | ------------------ | -------------------- | -------------------- | ------------------------ | ------- | ----- |
| 1     | MP al Argentinei           | Carlos Reutemann   | Jackie Stewart       | Jackie Stewart       | Tyrrell-Ford             | STE     | 3     |
| 2     | MP al Africii de Sud       | Jackie Stewart     | Mike Hailwood        | Denny Hulme          | McLaren-Ford             | HUL     | 6     |
| 3     | MP al Spaniei              | Jacky Ickx         | Jacky Ickx           | Emerson Fittipaldi   | Lotus-Ford               | HUL FIT | 0     |
| 4     | MP al Principatului Monaco | Emerson Fittipaldi | Jean-Pierre Beltoise | Jean-Pierre Beltoise | BRM                      | FIT     | 3     |
| 5     | MP al Belgiei              | Emerson Fittipaldi | Chris Amon           | Emerson Fittipaldi   | Lotus-Ford               | FIT     | 9     |
| 6     | MP al Franței              | Chris Amon         | Chris Amon           | Jackie Stewart       | Tyrrell-Ford             | FIT     | 13    |
| 7     | MP al Marii Britanii       | Jacky Ickx         | Jackie Stewart       | Emerson Fittipaldi   | Lotus-Ford               | FIT     | 16    |
| 8     | MP al Germaniei            | Jacky Ickx         | Jacky Ickx           | Jacky Ickx           | Ferrari                  | FIT     | 16    |
| 9     | MP al Austriei             | Emerson Fittipaldi | Denny Hulme          | Emerson Fittipaldi   | Lotus-Ford               | FIT     | 25    |
| 10    | MP al Italiei              | Jacky Ickx         | Jacky Ickx           | Emerson Fittipaldi   | Lotus-Ford               | FIT     | 30    |
| 11    | MP al Canadei              | Peter Revson       | Jackie Stewart       | Jackie Stewart       | Tyrrell-Ford             | FIT     | 25    |
| 12    | MP al Statelor Unite       | Jackie Stewart     | Jackie Stewart       | Jackie Stewart       | Tyrrell-Ford             | FIT     | 16    |

### Clasament Campionatul Mondial al Piloților
Punctele au fost acordate pe o bază de 9–6–4–3–2–1 primilor șase clasați în fiecare cursă. Doar cele mai bune cinci rezultate din primele șase curse și cele mai bune cinci rezultate din restul de șase curse au fost luate în considerare pentru Campionatul Mondial. FIA nu a acordat o clasificare în campionat acelor piloți care nu au obținut puncte.
| Poz. | Pilot                | ARG | ZAF | ESP  | MCO | BEL | FRA  | GBR | DEU  | AUT | ITA   | CAN | USA  | Puncte |
| ---- | -------------------- | --- | --- | ---- | --- | --- | ---- | --- | ---- | --- | ----- | --- | ---- | ------ |
| 1    | Emerson Fittipaldi   | Ab  | 2   | 1    | 3P  | 1P  | 2    | 1   | Ab   | 1P  | 1     | 11  | Ab   | 61     |
| 2    | Jackie Stewart       | 1R  | AbP | Ab   | 4   |     | 1    | 2R  | 11   | 7   | Ab    | 1R  | 1P R | 45     |
| 3    | Denny Hulme          | 2   | 1   | Ab   | 15  | 3   | 7    | 5   | Ab   | 2R  | 3     | 3   | 3    | 39     |
| 4    | Jacky Ickx           | 3   | 8   | 2P R | 2   | Ab  | 11   | AbP | 1P R | Ab  | AbP R | 12  | 5    | 27     |
| 5    | Peter Revson         | Ab  | 3   | 5    |     | 7   |      | 3   |      | 3   | 4     | 2P  | 18   | 23     |
| 6    | François Cevert      | Ab  | 9   | Ab   | NC  | 2   | 4    | Ab  | 10   | 9   | Ab    | Ab  | 2    | 15     |
| 7    | Clay Regazzoni       | 4   | 12  | 3    | Ab  | Ab  |      |     | 2    | Ab  | Ab    | 5   | 8    | 15     |
| 8    | Mike Hailwood        |     | AbR | Ab   | Ab  | 4   | 6    | Ab  | Ab   | 4   | 2     |     | 17   | 13     |
| 9    | Ronnie Peterson      | 6   | 5   | Ab   | 11  | 9   | 5    | 7   | 3    | 12  | 9     | DSC | 4    | 12     |
| 10   | Chris Amon           | NS  | 15  | Ab   | 6   | 6R  | 1P R | 4   | 15   | 5   | Ab    | 6   | 15   | 12     |
| 11   | Jean-Pierre Beltoise |     | Ab  | Ab   | 1R  | Ab  | 15   | 11  | 9    | 8   | 8     | Ab  | Ab   | 9      |
| 12   | Mario Andretti       | Ab  | 4   | Ab   |     |     |      |     |      |     | 7     |     | 6    | 4      |
| 13   | Howden Ganley        | 9   | NC  | Ab   | Ab  | 8   | NS   |     | 4    | 6   | 11    | 10  | Ab   | 4      |
| 14   | Brian Redman         |     |     |      | 5   |     | 9    |     | 5    |     |       |     | Ab   | 4      |
| 15   | Graham Hill          | Ab  | 6   | 10   | 12  | Ab  | 10   | Ab  | 6    | Ab  | 5     | 8   | 11   | 4      |
| 16   | Carlos Reutemann     | 7P  | Ab  |      |     | 13  | 12   | 8   | Ab   | Ab  | Ab    | 4   | Ab   | 3      |
| 17   | Andrea de Adamich    | Ab  | NC  | 4    | 7   | Ab  | 14   | Ab  | 13   | 14  | Ab    | Ab  | Ab   | 3      |
| 18   | Carlos Pace          |     | 17  | 6    | 17  | 5   | Ab   | Ab  | NC   | NC  | Ab    | 9   | Ab   | 3      |
| 19   | Tim Schenken         | 5   | Ab  | 8    | Ab  | Ab  | 17   | Ab  | 14   | 11  | Ab    | 7   | Ab   | 2      |
| 20   | Arturo Merzario      |     |     |      |     |     |      | 6   | 12   |     |       |     |      | 1      |
| 21   | Peter Gethin         | Ab  | NC  | Ab   | Ab  | Ab  | NS   | Ab  |      | 13  | 6     | Ab  | Ab   | 1      |
| —    | Wilson Fittipaldi    |     |     | 7    | 9   | Ab  | 8    | 12  | 7    | Ab  | Ab    | Ab  | Ab   | 0      |
| —    | Niki Lauda           | 11  | 7   | Ab   | 16  | 12  | Ab   | 9   | Ab   | 10  | 13    | DSC | NC   | 0      |
| —    | Patrick Depailler    |     |     |      |     |     | NC   |     |      |     |       |     | 7    | 0      |
| —    | Helmut Marko         | 10  | 14  |      | 8   | 10  | Ab   |     |      |     |       |     |      | 0      |
| —    | Mike Beuttler        |     |     | NSC  | 13  | Ab  | 19   | 13  | 8    | Ab  | 10    | NC  | 13   | 0      |
| —    | Henri Pescarolo      | 8   | 11  | 11   | Ab  | NC  | NS   | Ab  | Ab   | NS  | NSC   | 13  | 14   | 0      |
| —    | David Walker         | DSC | 10  | 9    | 14  | 14  | 18   | Ab  | Ab   | Ab  |       |     | Ab   | 0      |
| —    | Jody Scheckter       |     |     |      |     |     |      |     |      |     |       |     | 9    | 0      |
| —    | Rolf Stommelen       |     | 13  | Ab   | 10  | 11  | 16   | 10  | Ab   | 15  |       |     |      | 0      |
| —    | Reine Wisell         | Ab  |     | Ab   | Ab  |     | Ab   |     | Ab   |     | 12    | Ab  | 10   | 0      |
| —    | Sam Posey            |     |     |      |     |     |      |     |      |     |       |     | 12   | 0      |
| —    | Nanni Galli          |     |     |      |     | Ab  | 13   | Ab  |      | NC  | Ab    |     |      | 0      |
| —    | Skip Barber          |     |     |      |     |     |      |     |      |     |       | NC  | 16   | 0      |
| —    | John Love            |     | 16  |      |     |     |      |     |      |     |       |     |      | 0      |
| —    | Dave Charlton        |     | Ab  |      |     |     | NSC  | Ab  | Ab   |     |       |     |      | 0      |
| —    | Derek Bell           |     |     |      |     |     | NS   |     | Ab   |     | NSC   | NS  | Ab   | 0      |
| —    | Alex Soler-Roig      | Ab  |     | Ab   |     |     |      |     |      |     |       |     |      | 0      |
| —    | Jackie Oliver        |     |     |      |     |     |      | Ab  |      |     |       |     |      | 0      |
| —    | François Migault     |     |     |      |     |     |      | NS  |      | Ab  |       |     |      | 0      |
| —    | John Surtees         |     |     |      |     |     |      |     |      |     | Ab    |     | NS   | 0      |
| —    | Bill Brack           |     |     |      |     |     |      |     |      |     |       | Ab  |      | 0      |
| —    | William Ferguson     |     | NS  |      |     |     |      |     |      |     |       |     |      | 0      |
| —    | Vern Schuppan        |     |     |      |     | NS  |      |     |      |     |       |     |      | 0      |
| Poz. | Pilot                | ARG | ZAF | ESP  | MCO | BEL | FRA  | GBR | DEU  | AUT | ITA   | CAN | USA  | Puncte |

| Legendă      | Legendă                                            |
| Culoare      | Rezultat                                           |
| ------------ | -------------------------------------------------- |
| Auriu        | Câștigător                                         |
| Argintiu     | Locul 2                                            |
| Bronz        | Locul 3                                            |
| Verde        | Alte locuri care punctează                         |
| Albastru     | Alte locuri                                        |
| Albastru     | Nu s-a clasat, dar a terminat cursa (NC)           |
| Purpuriu     | A abandonat cursa (Ab)                             |
| Negru        | Descalificat (DSC)                                 |
| Alb          | Nu a luat startul (NS)                             |
| Roșu         | Nu s-a calificat (NSC)                             |
| Fără culoare | Retras înainte de calificări (Ret)                 |
| Fără culoare | Exclus (EX)                                        |
| Fără culoare | Nu a participat (celulă goală)                     |
| Adnotare     | Însemnătate                                        |
| P            | Pole position                                      |
| R            | Cel mai rapid tur                                  |
| (6)          | Rezultatul nu a fost luat în considerare pentru CM |

### Clasament Cupa Internațională pentru Constructorii de F1
Punctele au fost acordate pe o bază de 9–6–4–3–2–1 primilor șase clasați în fiecare cursă, dar numai primei mașini care a terminat pentru fiecare constructor. Cele mai bune cinci rezultate din primele șase curse și cele mai bune cinci rezultate din restul de șase curse au fost luate în considerare pentru Cupa Internațională.
| Poz. | Constructor    | ARG | ZAF | ESP | MCO | BEL | FRA | GBR | DEU | AUT | ITA | CAN | USA | Puncte  |
| ---- | -------------- | --- | --- | --- | --- | --- | --- | --- | --- | --- | --- | --- | --- | ------- |
| 1    | Lotus-Ford     | Ab  | 2   | 1   | 3   | 1   | 2   | 1   | Ab  | 1   | 1   | 11  | 10  | 61      |
| 2    | Tyrrell-Ford   | 1   | 9   | Ab  | 4   | 2   | 1   | 2   | 10  | 7   | Ab  | 1   | 1   | 51      |
| 3    | McLaren-Ford   | 2   | 1   | 5   | 5   | 3   | 7   | 3   | (5) | 2   | 3   | 2   | 3   | 47 (49) |
| 4    | Ferrari        | 3   | 4   | 2   | 2   | Ab  | 11  | 6   | 1   | Ab  | 7   | 5   | 5   | 33      |
| 5    | Surtees-Ford   | 5   | 16  | 4   | 7   | 4   | 6   | Ab  | 13  | 4   | 2   | 7   | 12  | 18      |
| 6    | March-Ford     | 6   | 5   | 6   | 11  | 5   | 5   | 7   | 3   | 10  | 9   | 9   | 4   | 15      |
| 7    | BRM            | 9   | 14  | Ab  | 1   | 8   | 15  | 11  | 4   | 6   | 6   | 10  | Ab  | 14      |
| 8    | Matra          | NS  | 15  | Ab  | 6   | 6   | 3   | 4   | 15  | 5   | Ab  | 6   | 15  | 12      |
| 9    | Brabham-Ford   | 7   | 6   | 7   | 9   | 13  | 8   | 8   | 6   | Ab  | 5   | 4   | 11  | 7       |
| —    | Eifelland-Ford |     | 13  | Ab  | 10  | 11  | 16  | 10  | Ab  | 15  |     |     |     | 0       |
| —    | Tecno          |     |     |     |     | Ab  | NS  | Ab  | Ab  | NC  | Ab  | NS  | Ab  | 0       |
| —    | Politoys-Ford  |     |     |     |     |     |     | Ab  |     |     |     |     |     | 0       |
| —    | Connew-Ford    |     |     |     |     |     |     | NS  |     | Ab  |     |     |     | 0       |
| Poz. | Constructor    | ARG | ZAF | ESP | MCO | BEL | FRA | GBR | DEU | AUT | ITA | CAN | USA | Puncte  |

### Curse non-campionat
În sezonul din 1972, au fost organizate și șase curse care nu au făcut parte din Campionatul Mondial.
| Numele cursei                      | Circuit      | Data         | Pilotul câștigător   | Constructor      |
| ---------------------------------- | ------------ | ------------ | -------------------- | ---------------- |
| Cursa Camponilor VII               | Brands Hatch | 19 martie    | Emerson Fittipaldi   | Lotus-Cosworth   |
| Marele Premiu al Braziliei I       | Interlagos   | 30 martie    | Carlos Reutemann     | Brabham-Cosworth |
| Trofeul Internațional BRDC XXIV    | Silverstone  | 23 aprilie   | Emerson Fittipaldi   | Lotus-Cosworth   |
| International Gold Cup XIX         | Oulton Park  | 29 mai       | Denny Hulme          | McLaren-Cosworth |
| Italian Republic Grand Prix I      | Vallelunga   | 18 iunie     | Emerson Fittipaldi   | Lotus-Cosworth   |
| World Championship Victory Race II | Brands Hatch | 22 octombrie | Jean-Pierre Beltoise | BRM              |